# Chaîne Hays
La chaîne Hays (en anglais : Hays Mountains) est un massif montagneux de la chaîne de la Reine-Maud, dans la chaîne Transantarctique, en Antarctique. Son point culminant est un dôme de neige qui s'élève à 3 940 mètres d'altitude sur le plateau Nilsen, à l'est de Crown Mountain. Elle comprend en outre les pics Medina et les collines Karo au nord, et les monts Rawson au sud. Elle est comprise entre le glacier Amundsen à l'ouest et le glacier Scott à l'est.

## Sommets principaux
- Crown Mountain, 3 830 m
- Mont Astor, 3 711 m
- Mont Bowser, 3 654 m
- Mont Kendrick, 3 609 m
- Mont Crockett, 3 470 m
- Mont Kristensen, 3 460 m
- Mont Vaughan, 3 140 m
- Mont Griffith, 3 097 m
- Mont Sundbeck, 3 030 m

## Histoire
La chaîne Hays est découverte les 28-29 novembre 1929 par Richard E. Byrd lors de son vol vers le pôle Sud et cartographiée partiellement par ses équipes géologiques au sol. Byrd la nomme en l'honneur de William Hays, ancien président de la Motion Picture Association of America.